# Svenska Vinthundklubben

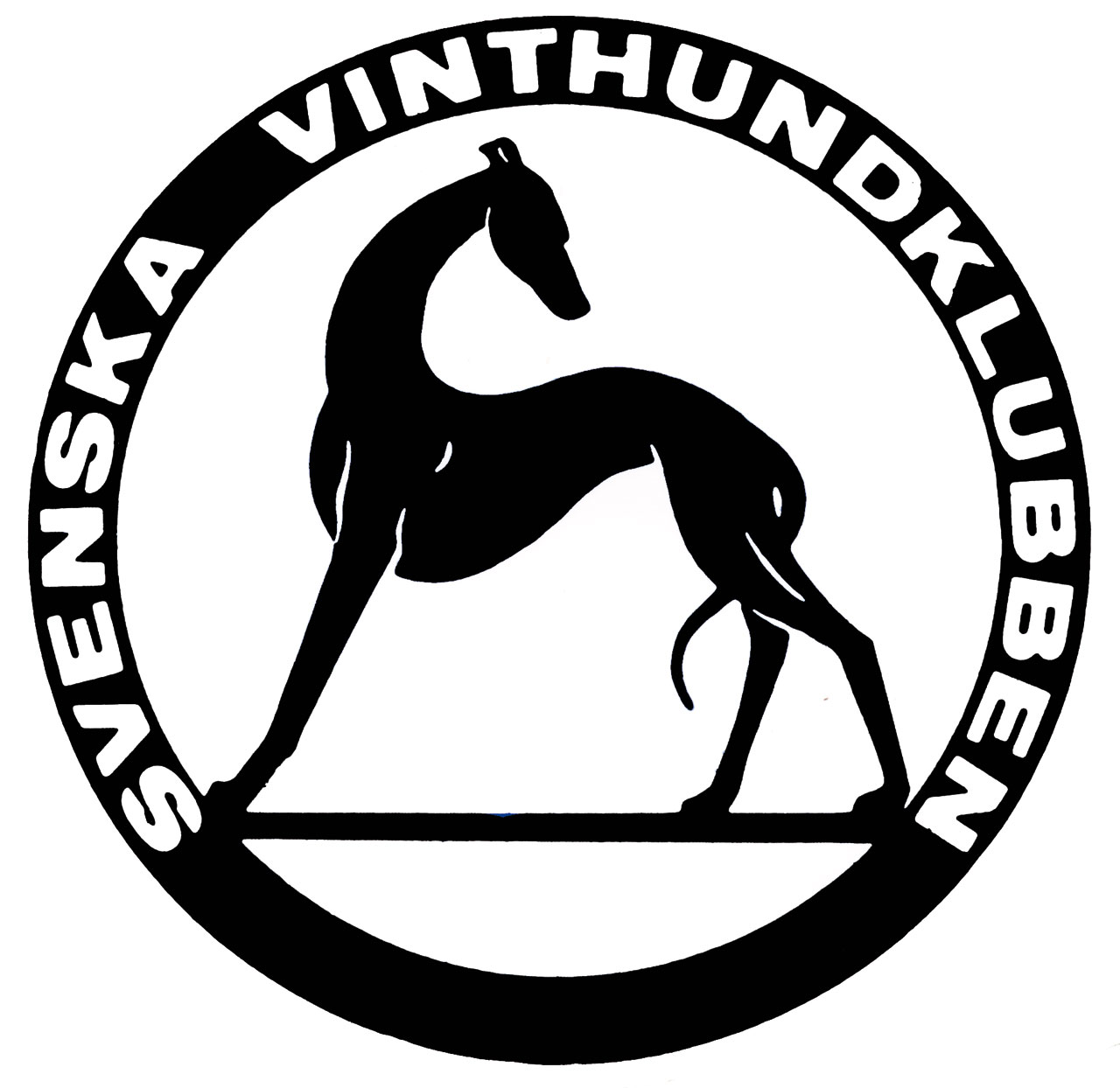
Svenska Vinthundklubbens logotyp

Svenska Vinthundklubben (SvVK) är en specialklubb under Svenska Kennelklubben.
Klubben bildades 1950 och är en specialklubb inom SKK som har rasansvar för grupp 10 (vinthundar) och även ett antal raser i grupp 5 (Spetsar och raser av urhundstyp). SvVK har som uppgift att bevara och utveckla dessa rasers specifika egenskaper samt verka för utveckling av praktiskt bruk av dessa raser. 

## Organisation
SvVK består av en huvudstyrelse som årligen väljs på fullmäktigemötet. Sedan 2014 är Jörgen Oinonen ordförande. Klubbens fyra geografiska indelade avdelningar arrangerar omkring 15 officiella utställningar för samtliga raser inom klubbens rasansvar per år. Svenska Vinthundklubben har även ansvaret för vinthundarnas officiella bruksprov, lure coursing. Fem geografiskt fristående lure coursing-klubbar arrangerar träningar och ett 10-tal prov per år under överseende av Prov och tävlingskommittén, (PKLC), tillsatt av Svenska Vinthundklubben. Rasansvaret för de raser klubben har ansvar för är delegerat till 10 fristående rasklubbar.

### Avdelningar inom SvVK
- Norra avdelningen
- Östra avdelningen
- Västra avdelningen
- Södra avdelningen

### LC klubbar inom SvVK
- LCK Norra
- LCK Svealand
- LCK Bråviken
- LCK Västra
- LCK Södra

### Rasklubbar och raser inom SvVK
- Svenska Afghanhundklubben (SvA) - Afghanhund.
- Borzoi-Ringen - Borzoi.
- Svenska Faraohund och Cirneco dell'Etna Klubben (SvFCK) - Faraohund & Cirneco dell'Etna.
- Svenska Greyhoundklubben (SvGK) - Greyhound.
- Hjorthundklubben - Skotsk hjorthund.
- Svenska Irländsk Varghundklubben (SvIVK) -  Irländsk varghund.
- Svenska Podengo Português Klubben (SPPK) - Podengo Português.
- Svenska Salukiringen (SvSR) - Saluki.
- Svenska Whippetklubben - Whippet.
- Gemensamma rasklubben för numerärt små raser inom SvVK (GRAINS) - Azawakh, Chart polski, Galgo espanol, Italiensk vinthund, Magyar agar, Podenco canario, Podenco ibicenco & Sloughi.